# Dorfkirche Lindenberg (Tauche)
Koordinaten: 52° 11′ 57,4″ N, 14° 6′ 59,3″ O
Die evangelische Dorfkirche Lindenberg ist eine Barockkirche im Ortsteil Lindenberg der Gemeinde Tauche des Landkreises Oder-Spree. Sie gehört zu den ersten nach dem Dreißigjährigen Krieg entstandenen ländlichen Kirchenbauten der Mark Brandenburg und steht unter Denkmalschutz.
Die Kirche gehört zum Kirchenkreis Oderland-Spree der Evangelischen Kirche Berlin-Brandenburg-schlesische Oberlausitz.

## Geschichte
Ein Vorgängerbau der Kirche wurde im Zeitraum von 1284 und 1346 vermutlich durch Titzo de Lindenberg errichtet. Raban von Canstein ließ das baufällig gewordene Gebäude an gleicher Stelle durch einen Neubau ersetzen. Die Materialien der alten Kirche wurden für den Bau eines Hospitals für Bedürftige auf der gegenüberliegenden Straßenseite genutzt. Die Grundsteinlegung der neuen barocken Kirche fand am 12. April 1667 statt. Das Gotteshaus wurde 1669 fertiggestellt. Als Baumeister wird wegen der einfachen flächigen Formgebung, entsprechend holländisch reformierter Kirchen, sowie der Ähnlichkeit zur Trinitatiskirche Zerbst der Holländer Cornelis Ryckwaert angenommen. Die Innenausstattung von 1667 verbrannte bis auf die Taufe vollständig wegen eines Blitzeinschlages am 21. Juni 1917. Bis 1928 wurde die Kirche in ihrer vorherigen Gestalt wiederhergestellt.

## Architektur
Der quadratische und massiv gemauerte Zentralbau mit vier seitlichen Anbauten bildet den Grundriss eines griechischen Kreuzes. Unterhalb des Pyramidendaches des Mittelbaus sitzen die Satteldächer der Kreuzarme. Den Pilastern an den zwölf Ecken des Baukörpers fehlen Kapitelle. Die Fenster des Hauptraumes befinden sich jeweils paarig übereinander. Das obere Fenster besitzt einen Rundbogen, das untere ist rechteckig. Der Außenbau ist mit aus Eichenholz geschnitzten Früchtegirlanden (Westportal) und Wappen (Giebel) verziert. Das Gebäude ist außen verputzt. Der Glockenturm steht außerhalb des Hauptgebäudes und bildet gleichsam den Eingang zum Kirchhof.
Der Innenraum wird von einem hölzernen Kuppelgewölbe gekrönt. Die Kreuzarme überspannen steinerne Tonnengewölbe, deren Seiten Richtung Mittelraum von Pilastern geschmückt sind. Vor dem Brand 1917 befand sich im Ostteil ein großer Altaraufbau mit Barockrahmen und zehn Gemälden aus dem Jahr 1670. Die Kanzel im nördlichen Teil stammte aus dem Jahr 1671.